# Teplotní mapa

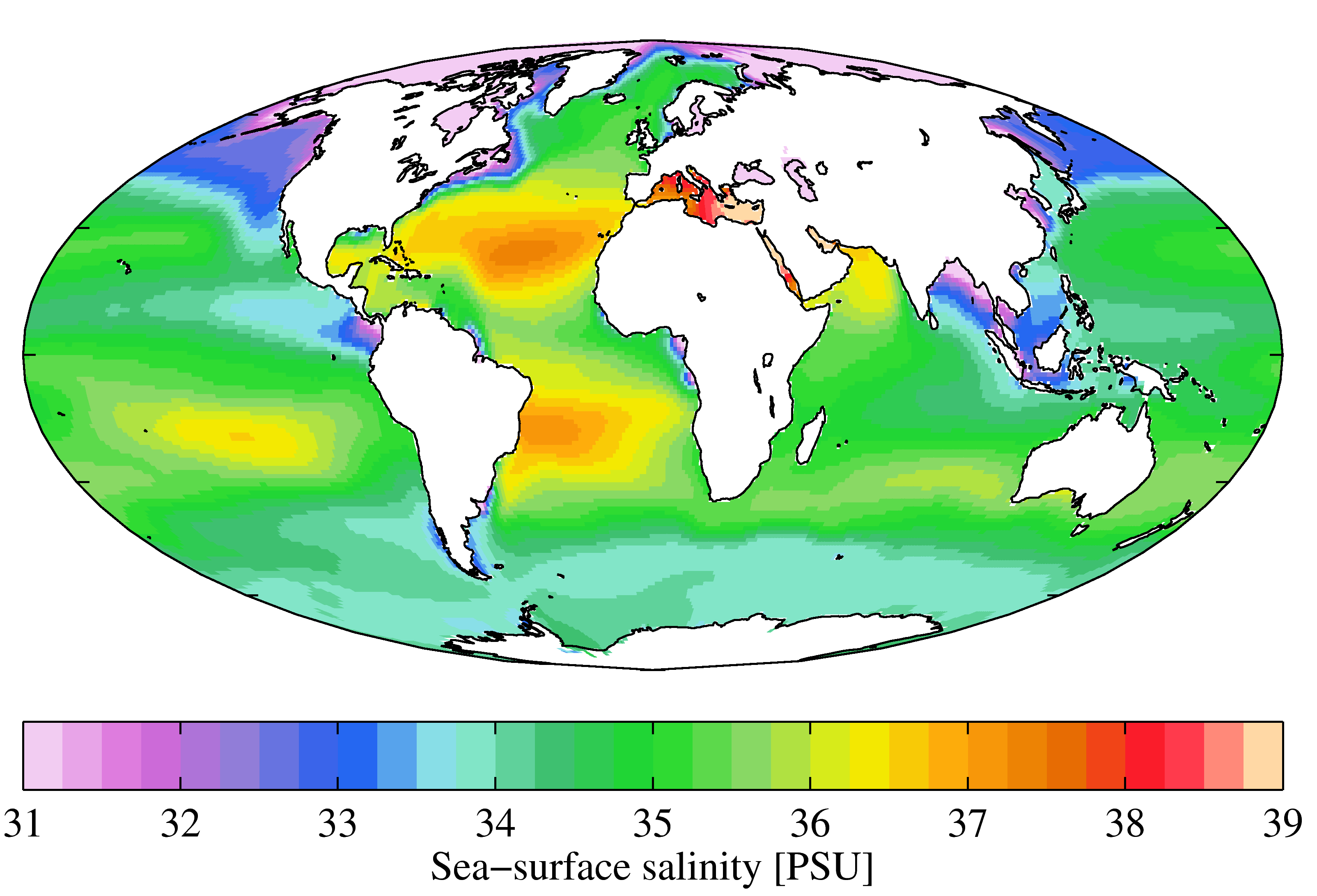
Ukázka tepelné mapy – salinita mořské vody

Teplotní mapa (anglicky: heat map nebo heatmap, anglicko-česky: heat mapa) je grafické zobrazení dat, ve kterém je každá hodnota reprezentována barvou určitého spojitého barevného spektra. Termín heatmap poprvé použil Cormac Kinney v roce 1991, kdy jím popsal informace z oblasti marketingu v reálném čase.
Barevné mapy bývají nejčastěji dvourozměrné, mohou být ale být použity v trojrozměrných grafech, kde mohou emitovat čtvrtý rozměr.
Spektrum barev konvenčně opisuje barvy rozkladu bílého světla; v jednodušším případě se můžeme setkat se stupni šedi.

## Teplotní mapa ve webové analytice
Heat mapa je grafické zobrazení chování návštěvníka na webu. Pojem „heatmap“ pochází od softwarového designéra Cormaca Kinneyho. Doslova sleduje pohyb kurzoru a zaznamenává každé kliknutí.
Je tedy lehké zjistit, která místa uživatele zajímají a které naopak vůbec. Z toho se dá vyvodit, které části, jsou umístěny správně a které ne, jestli návštěvníky zajímají ty prvky, které chcete, aby je zajímaly. Informace, které jsou pro uživatele nezajímavé a nemají dostatečný počet kliků se dají po analýze naopak dát do pozadí a na prominentní místo dát žádaný obsah. Z této analýzy a testu lze vyvodit perfektní statistiku a efektivní grafické úpravy tak, aby výsledek byl pro uživatele maximálně efektivní, příjemný a použitelný.
Heat mapa se skládá ze dvou částí: Ta první sbírá skriptem informace, druhá následně vyhodnocuje, analyzuje a podává zpětnou vazbu. To je stejné jako u Google Analytics, ale na rozdíl od GA, heat mapa podává prioritně obrázkový report a ne tabulky, grafy a čísla. Dokáže podat zprávu i o kliknutí na neaktivní prvky- a pokud je kliknutí hodně, stojí za zvážení, že aktivní by měly zřejmě být. Dále pak o tom, jak moc uživatel stránku scrolluje, které odkazy využívá na přesměrování a některé heat mapy dokáží i reportovat pohyb kurzoru myši bez kliknutí. Zajímavý je report ohledně call-to-action tlačítek. Ty uživateli nabízí nějakou akci - nákup zboží, vyzkoušení trial verze produktu, přihlášení k odběru novinek atd. Grafická analýza je pro hodně uživatelů více intuitivnější a srozumitelnější a celkově více příjemná, než report složený ze samých čísel. Teplotní mapa může ukázat takové informace, které jiný software nezjistí.
Pokud webová stránka není frekventovaná a nemá moc vysoký počet návštěvníků, sběr dat může být dlouhodobá záležitost, aby se zajistil relevantní výsledek z dostatečného množství dat. Analýza by se také měla rozdělit na dvě části. Reportovat chování uživatelů, kteří se na stránky vracejí a report uživatelů, kteří jsou poprvé. Nový uživatel se chová zcela odlišně, než pravidelně se vracející uživatel.

### Typy heat mapy

#### Mapa kliků
Tato heat mapa testuje, kam uživatel na webovou stránku kliká, jestli ho zajímají pouze odkazy nebo kliká i na neaktivní místa o kterých si myslí, že to jsou odkazy. Čím sytější barvy, tím více kliků. Studené a modré barvy znamenají, že o toto místo není na webu zájem. Pokud je červená oblast na místě, kde není žádný aktivní prvek, stálo by za zvážení reorganizace navigace.

#### Mapa odscrollování
Tento report webmasterovi ukáže, jak hluboce se uživatel dostal a jestli si přečetl informace, které se mohou nacházet až v zápatí stránky. Pokud je míra odscrollování malá, je doporučeno dát důležité informace ihned na začátek stránky.

#### Mouse eye tracking
Report vyhodnocuje pohyb kurzoru myši. Někdy se stává, že kurzor se pohybuje rovnoměrně s okem. Je to levnější a i etičtější, než sepnutí webkamery na testování očního pohybu.

#### Sledování vybranéIP
Lze si vybrat i pouze jednoho uživatele, který navštíví webovou stránku a zaměřit se pouze na něj. Mapa ukáže míru odscrollování, oční test, kliknutí, jak dlouho se zdržel a na jakém místě. Zároveň lze také zjistit, jestli je to nový uživatel nebo se pravidelně vrací.

#### Segmentace
Lze nastavit u pokročilejších heat map. Sleduje uživatele, kteří se na stránku dostali přes vyhledávače. Barevně lze označit klikání podle hesla, které zadali při vyhledávání.

### Aplikace heat mapy
Po objednání produktu přijde většinou na emailovou adresu, zadanou při registraci, zdrojový kód, který se vloží do zápatí stránky. U více navštěvovaných webů by se měl klást důraz na technické zpracování sledování, protože kód heat mapy zpomaluje stránky. Proto by se měly sledovat jen klíčové stránky (titulní) a jen po omezenou dobu.

### Prezentace dat

#### Klasická heat mapa
Čím víc je určitá oblast zabarvena do teplých tónů, tím více je navštěvovaná. Studené barvy jako je modrá a zelená označují neatraktivní místa. Tento report je zcela jasný a intuitivní.

#### Overlay
Overlay nabízí výsledky u jednotlivých odkazů. Lze sledovat i procentuálně. Přes overlay se také dá nastavit zjišťování, odkud návštěvník přišel.

#### List
Zcela jednoduchý report ve formě tabulky. Tam je uvedeno, jestli se jedná o odkaz, nadpis nebo obrázek, počty kliknutí a procentuální vyjádření.

#### Confetti style
Confetti style není tak moc využívaný způsob reportingu, protože je velmi specifický, ale svůj účel plní perfektně. Confetti report má několik barev, kterým se přidělují vlastnosti podle toho, jaké informace chcete zjistit. Například: jestli se jedná nebo nejedná o nového návštěvníka, odkud a z jaké stránky se připojil, jaký používá webový prohlížeč, jaký používá operační systém, v jaké zemi se nachází. Nejužitečnější vlastnost: barvám se dá přiřadit klíčová slova, podle kterých uživatel vyhledával a přes vyhledávač se přesměroval.

## Teplotní mapa v ekonomice

### Sledování pohybu zákazníků po prodejně
Pohyb zákazníků zákazníků může být sledován pomocí chytrých senzorů rozmístěných po prodejně a snímáním mobilů. Teplotní mapa pak ukáže, jak jsou které části prodejny navštěvovány. Díky této znalosti mohou prodejci měnit umístění výrobků nebo vhodněji promovat zboží, které je ve slevě.

## Teplotní mapa v bioinformatice
Teplotní mapy se používají také v bioinformatice, převážně při fylogenetických analýzách (hierarchického shlukování), či při -omických (například metabolomických a proteomických) analýzách, kdy je třeba vyjádřit vzrůst či pokles daného metabolitu či proteinu vůči druhému (jinému) stavu. Teplotní mapu v takových případech můžeme například snadno vytvořit pomocí programovacího jazyka R v RStudiu (Teplotní mapa v )).